# Pierre Lhande
Pour les articles homonymes, voir Lhande.
Pierre Lhande Heguy, né le 4 juillet 1877 à Bayonne et mort le 17 avril 1957 à Tardets-Sorholus, est un écrivain, prêtre jésuite et académicien basque français de langue basque et française, apôtre des banlieues et surtout connu pour le succès de ses « radio-sermons », une grande nouveauté dans les années 1930. 

## Biographie
Pierre Lhande ou Pierre Bassagaitz Heguy naît le 9 juillet 1877 au 8, rue Argenterie, dans la ville de Bayonne, de Jean-Pierre Bassagaitz, marchand quincailler, et Pauline Héguy. Sa mère Pauline, née à Montevideo (Uruguay) est la fille de Valentin Héguy et de Stéphanie de Berterèche de Menditte. Forte personnalité basque, Lhande fait des études au petit puis au grand séminaire de sa ville natale avant d'entrer dans la Compagnie de Jésus le 6 septembre 1900. Dix ans plus tard, le 28 août 1910, il est ordonné prêtre à Enghien (Belgique), à la fin de ses études théologiques.

### Langue et littérature basques
Après quelques années de professorat dans des collèges des environs de Toulouse, il enseigne en langue et littérature basques à l'institut catholique de Toulouse (1920-1924). En 1922, il est expulsé d'Espagne pour son attitude critique vis-à-vis de l'action du gouvernement espagnol envers le peuple basque. En 1924, il est à Paris comme rédacteur à la revue Étvdes (1924-1939). Surmené il est transféré en 1939, à Pau, où il exerce encore plusieurs ministères. 
Membre de l'Académie de la langue basque, il fait paraître en 1926 un dictionnaire basque-français, premier tome d'un ouvrage dont le deuxième tome prévu, français-basque, est resté non publié. Cet ouvrage prend spécifiquement en compte les dialectes labourdin, bas-navarrais et souletin.

### Dans les banlieues parisiennes

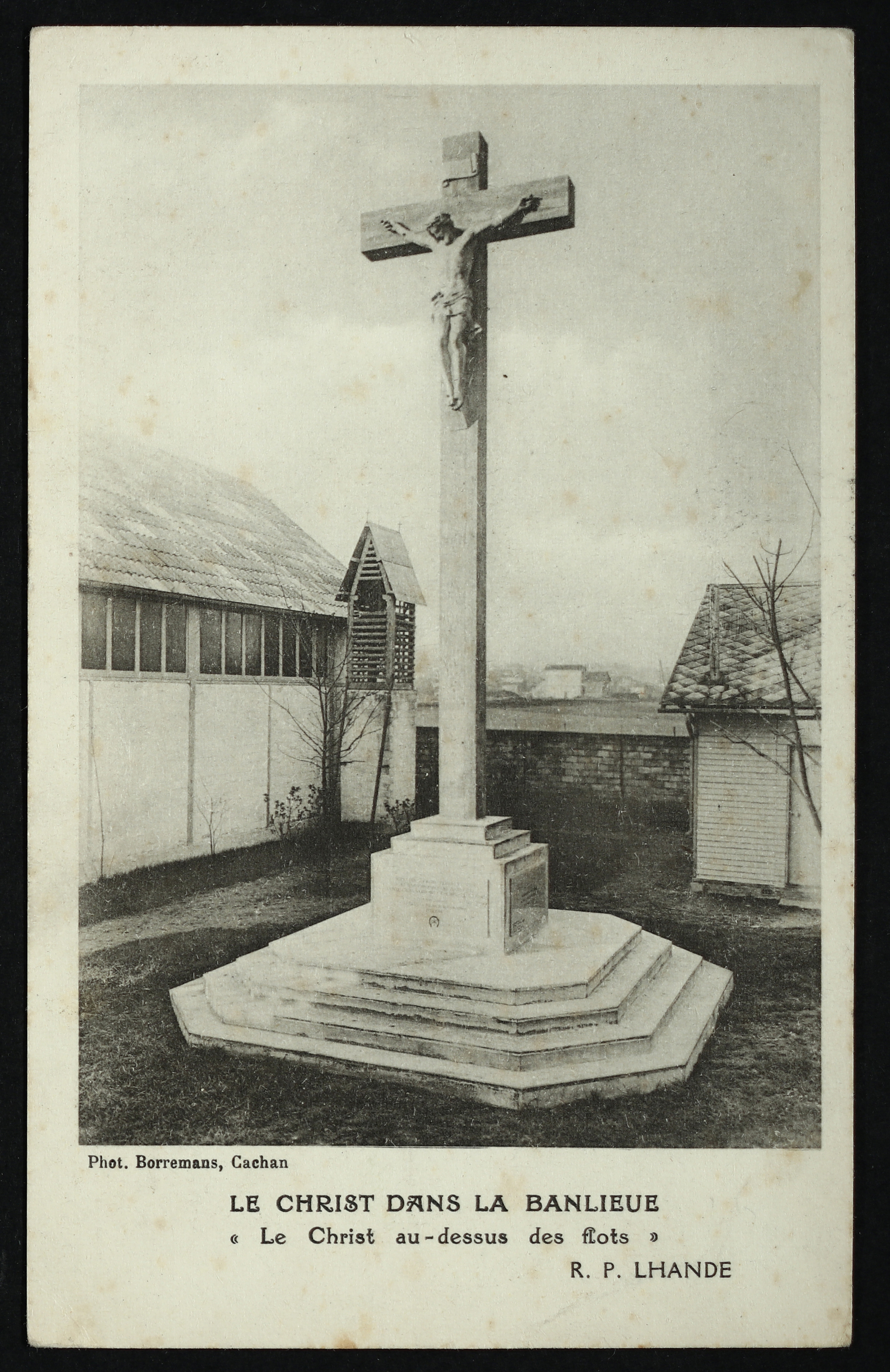
Calvaire de la chapelle Sainte-Jeanne de Chantal à Antony.

Lors de ses années parisiennes (1924-1939), il sillonne les quartiers de banlieue et publie dans la revue Étvdes de nombreux articles  sur les difficultés de la vie chrétienne dans la banlieue rouge de Paris. Les articles sont rassemblés en trois volumes sous le titre global Le Christ dans la banlieue : enquête sur la vie religieuse dans les milieux ouvriers de la banlieue de Paris (1927-1931). Ces articles, et l'ouvrage, font comprendre au milieu catholique français le fossé qui s'est creusé peu à peu entre l'Église catholique et le monde ouvrier. 
En 1931, le cardinal Verdier, archevêque de Paris, créa l'Œuvre des Chantiers du Cardinal pour tenter de pallier le manque d'églises dans la banlieue parisienne, le périodique de cette association reprit le titre de l'ouvrage du père Lhande, Le Christ dans la banlieue. 
Ce livre sera traduit en allemand par l'abbé Franz Stock.
Apostoliquement très créatif, Pierre Lhande écrit également des romans et des reportages sur les missions du Maduré et de Madagascar, où sont engagés les jésuites français.

### Prédication radiophonique
Le père Lhande se fait connaître d'un large public grâce à une toute nouvelle forme de prédication : les radio-sermons. Il est un pionnier de la prédication radiophonique.
- Le 2 janvier 1927, il inaugure la première émission catholique. Sous forme de causeries, des radio-sermons de 20 minutes sont diffusés le dimanche à 12 h 00 sur Radio Paris.
- Le 1er janvier 1934, Radio Paris ayant été nationalisée Laurent Eynac, ministre des PTT, supprime l'émission du père Lhande en raison du principe de la séparation de l'Église et de l'État[3].
- Le 8 avril 1934, devant l'ampleur des protestations contre la suppression de l'émission, André Mallarmé, nouveau ministre des PTT rétablit les radios-sermons.

## Œuvre
Ouvrages et travaux de Pierre Lhande, classés chronologiquement :
- « L'émigration basque », Revista Internacional de Estudios Vascos, 1907, I, pp. 609-616 ; 1908, II, pp. 95-103, 238-249, 438-455 ; 1909, III, pp. 79-100.
- Autour d'un foyer basque, récits et idées, Paris, Nouvelle Librairie nationale, 1908.
- Luis. Roman, Paris, Plon-Nourrit, 1912 (21 rééditions).
- Mirentchu. Roman, Paris, Plon-Nourrit, 1914 (24 rééditions).
- Gure orma zaarra, 1915, Martin et Mena.
- Trois prêtres soldats, Paris, G. Beauchesne, 1918.
- Notre sœur latine d'Espagne. Études morales et politiques, Paris, Blad et Blay, 1919.
- Les Mouettes, Paris, Plon-Nourrit, 1920.
- Yolanda. Roman de meurs basques, Paris, G. Beauchesne, 1921.
- Yolanda. Irakurgaya. 1 irarkaldia. Argiaren Idaztiak, I, 1921, Leizaola[4]
- « Le Pays basque et sa littérature », cours libre professé à la Faculté des Lettres, Bulletin de l'Université et de l'Académie de Toulouse, 1925, pp. 366-372.
- Les Lauriers coupés. Roman, Paris, Plon-Nourrit, 1924.
- Le pays basque à vol d'oiseau, Paris, G. Beauchesne, 1925.
- L'émigration basque. Histoire, économie, psychologie, Paris, Nouvelle Librairie nationale, 1925.
- Bilbilis, Paris, Plon-Nourrit, 1926.
- Dictionnaire basque-français et français-basque (dialectes labourdin, bas-navarrais et souletin), Paris, Beauchesne, 1926.
- Mon petit prêtre. Récit d'une mère, Paris, G. Beauchesne, 1928 (43 rééditions).
- Le Christ dans la banlieue : enquête sur la vie religieuse dans les milieux ouvriers de la banlieue de Paris, Paris, Plon, 1927-1931 (135 rééditions)

- Prix Juteau-Duvigneaux 1928 de l’Académie française.
- Prix Montyon 1932 de l'Académie française.
- La France rayonnante. Argentine, Chili, Uruguay, Paris, G. Beauchesne, 1931.
- Le moulin d'Hernani. Récit de Navarre et du Pays basque, Paris, Plon, 1936.

## Adaptation au cinéma
- En 1941, Robert Péguy réalise un film français intitulé Notre-Dame de la Mouise (une adaptation de Le Christ dans la banlieue : enquête sur la vie religieuse dans les milieux ouvriers de la banlieue de Paris), avec Édouard Delmont, Odette Joyeux et François Rozet.
- En 1956, Roland Quignon, Aloysius Vachet et Paul Vandenberghe réalisent un film français intitulé Les Mains liées, (une adaptation de "Mon petit prêtre. Récit d'une mère") avec Nadine Alari, Paul Vandenberghe et Jean Brochard.